# Spoorlijn Rethondes - La Ferté-Milon
De Spoorlijn Rethondes - La Ferté-Milon was een Franse spoorlijn van Rethondes naar La Ferté-Milon. De lijn was 40,1 km lang en heeft als lijnnummer 233 000.

## Geschiedenis
Het eerste gedeelte van de spoorlijn, van Villers-Cotterêts tot Port-aux-Perches werd geopend door de Société du chemin de fer de Villers-Cotterêts à Port-aux-Perches op 1 mei 1839. Dit gedeelte werd alleen gebruikt voor het vervoer van goederen. Op de lijn reden geen locomotieven, de wagons bewogen zich naar beneden op de zwaartekracht en naar boven deels door paarden en deels door kabels, waarbij de geladen wagons de lege omhoogtrokken. 
Op 20 januari 1884 opende de Compagnie des chemins de fer du Nord het gedeelte van Rethondes tot Silly-la-Poterie, tegelijk werd de oude lijn uit 1839 gesloten. Op 21 november 1885 werd de lijn voltooid tot La Ferté-Milon.
Reizigersverkeer werd gestaakt op 25 februari 1940. Tussen 1954 en 1971 werd de lijn volledig gesloten en is nadien opgebroken.

## Aansluitingen
In de volgende plaatsen is of was er een aansluiting op de volgende spoorlijnen:
Rethondes
RFN 317 000, spoorlijn tussen Rochy-Condé en Soissons
Villers-Cotterêts
RFN 229 000, spoorlijn tussen La Plaine en Anor
La Ferté-Milon
RFN 072 000, spoorlijn tussen Trilport en Bazoches

## Galerij

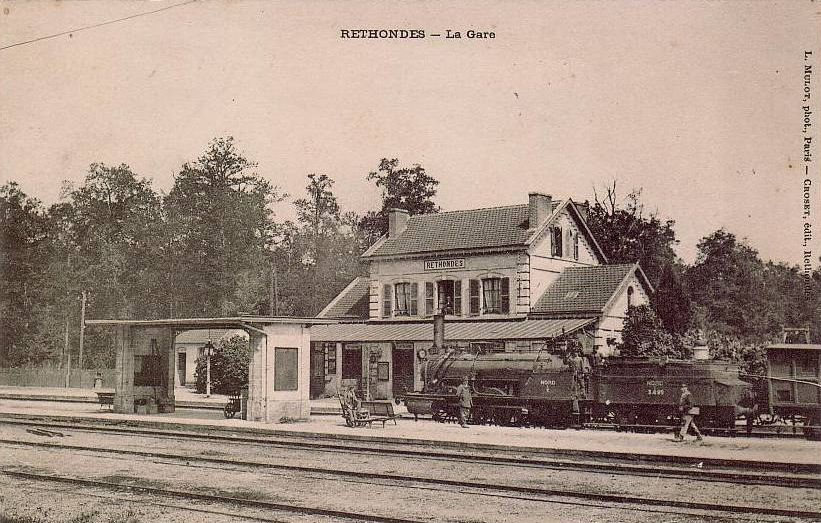
Station Rethondes, eind 19e eeuw
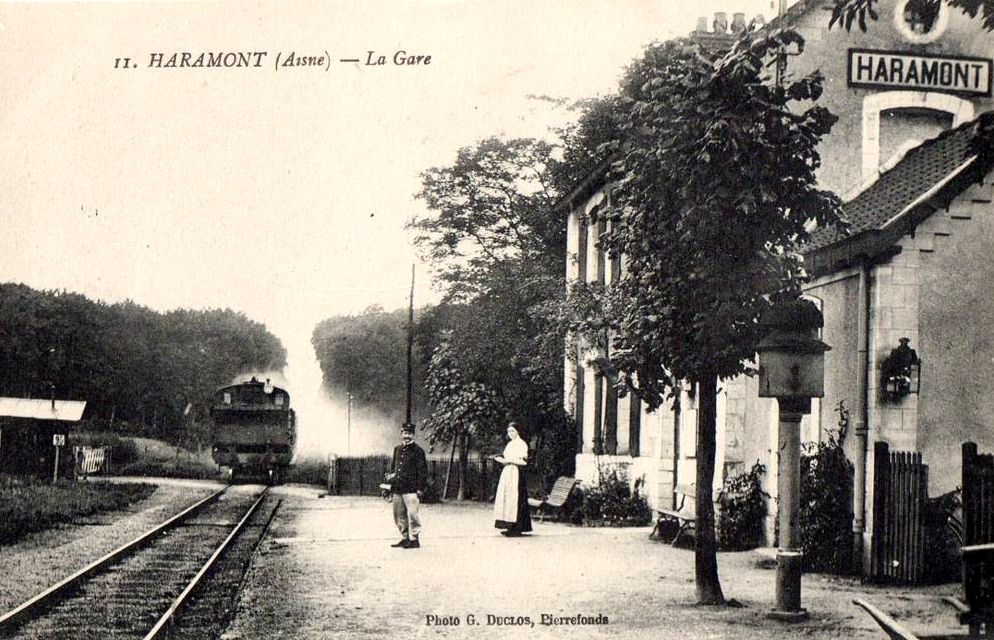
Halte Haramont, begin 20e eeuw
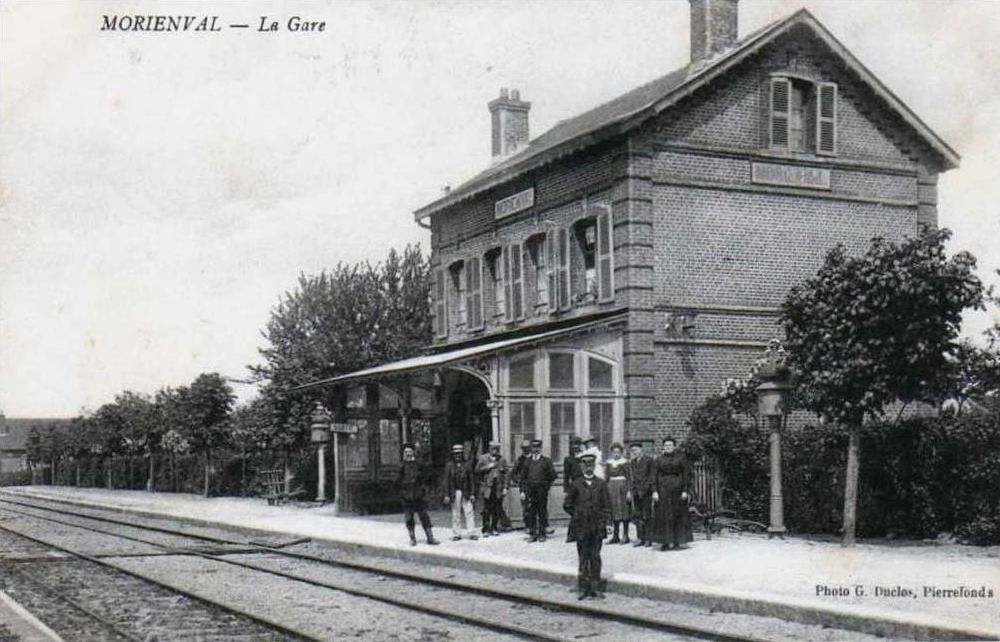
Station Morienval
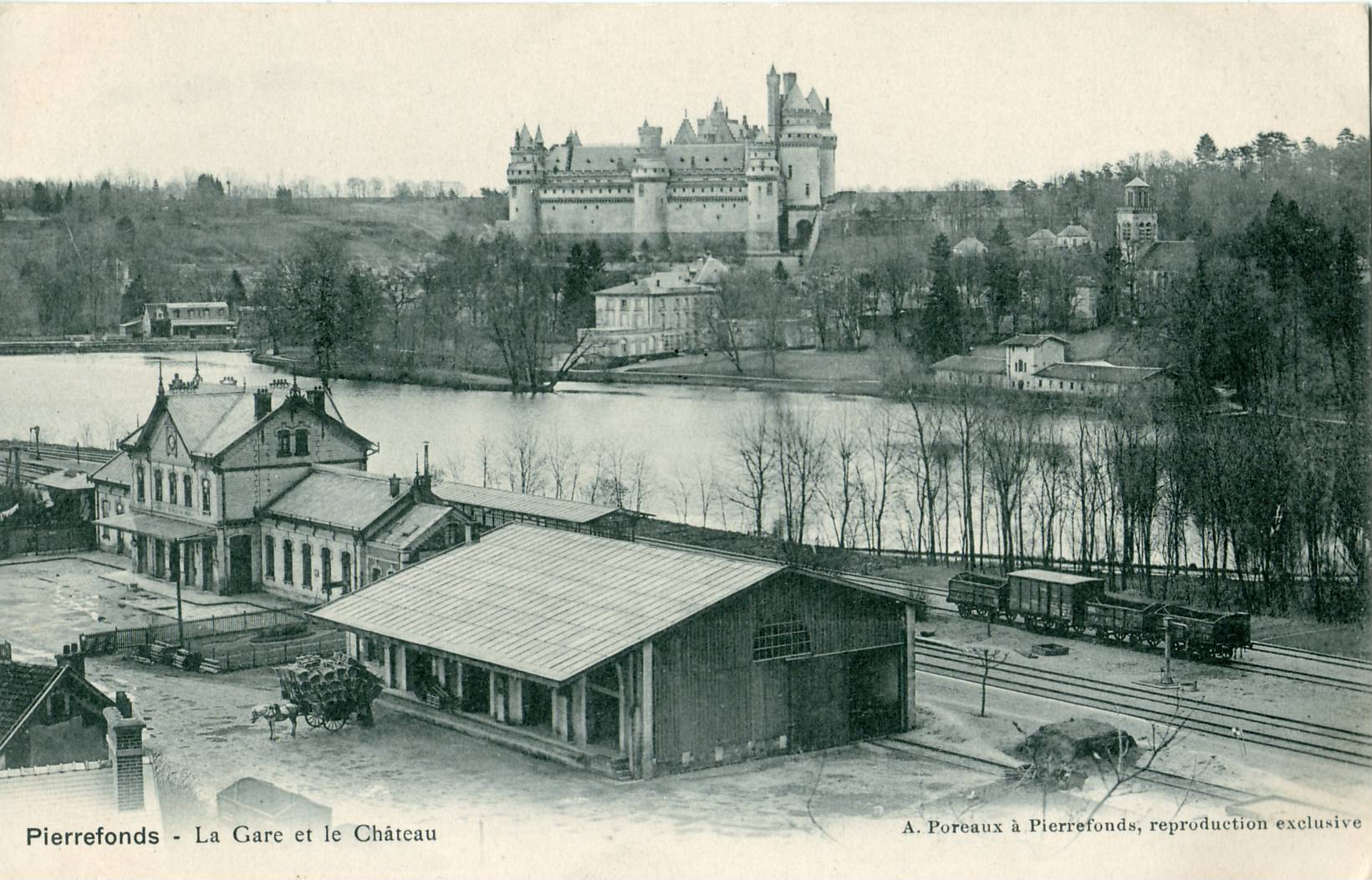
Station Pierrefonds